# Organisation de coopération et de développement économiques
- États fondateurs (1961)
- Autres États membres

L'Organisation de coopération et de développement économiques (OCDE) est une organisation intergouvernementale d'études économiques, dont les pays membres — des pays développés pour la plupart — ont en commun un système de gouvernement démocratique et une économie de marché. Elle joue essentiellement un rôle d'assemblée consultative.
L'OCDE a succédé à l'Organisation européenne de coopération économique (OECE) issue du plan Marshall et de la Conférence des Seize (Conférence de coopération économique européenne) qui a existé de 1948 à 1961. Son but était l'établissement d'une organisation permanente chargée en premier lieu d'assurer la mise en œuvre du programme de relèvement commun (le plan Marshall), et, en particulier, d'en superviser la répartition.
En 2021, l'OCDE compte 38 pays membres et regroupe plusieurs centaines d'experts. Elle publie fréquemment des études économiques et sociales — analyses, prévisions et recommandations de politique économique — et des statistiques, principalement concernant ses pays membres.
Le siège de l'OCDE se situe à Paris (16e), au château de la Muette. L'organisation possède également des bureaux dans plusieurs autres métropoles, notamment à Berlin, Mexico, Tokyo et Washington.

## Histoire
Fondée en 1948 pour mettre en place le plan Marshall, l'Organisation européenne de coopération économique (OECE) voit son rôle économique diminuer lorsque celui-ci arrive à son terme, en 1952. L'OCDE qui lui succède en 1961 se tourne vers les études économiques et s'élargit au-delà de la dimension européenne, en ajoutant aux 18 membres européens, les États-Unis, le Canada, puis le Japon en 1964.
En plus de l'approfondissement de sa structure interne, l'OCDE crée progressivement différentes agences rattachées : le Comité d'aide au développement de l'OCDE (CAD, 1961), l'Agence pour l'énergie nucléaire (AEN, 1972), l'Agence internationale de l'énergie (AIE, en 1974, à la suite du premier choc pétrolier), le Groupe d'action financière sur le blanchiment des capitaux (GAFI, 1989). Par ailleurs, le Centre de développement de l'OCDE assure l'interface entre l'OCDE et les pays en développement depuis 1962.
À la suite des révolutions de 1989, l'OCDE commence à aider les pays d'Europe centrale (en particulier le groupe de Visegrád) à préparer des réformes d'économie de marché. En 1990, le Centre pour la coopération avec les économies européennes en transition (auquel succède aujourd'hui le Centre pour la coopération avec les non-membres) est créé, et en 1991, le programme « Partenaires en transition » est lancé au profit de la Tchécoslovaquie, de la Hongrie et de la Pologne. Ce programme comporte également une option d'adhésion pour ces pays. C'est ainsi que la Pologne, la Hongrie, la Tchéquie, la Slovaquie, le Mexique et la Corée du Sud deviennent membres de l'OCDE entre 1994 et 2000.

## Organisation

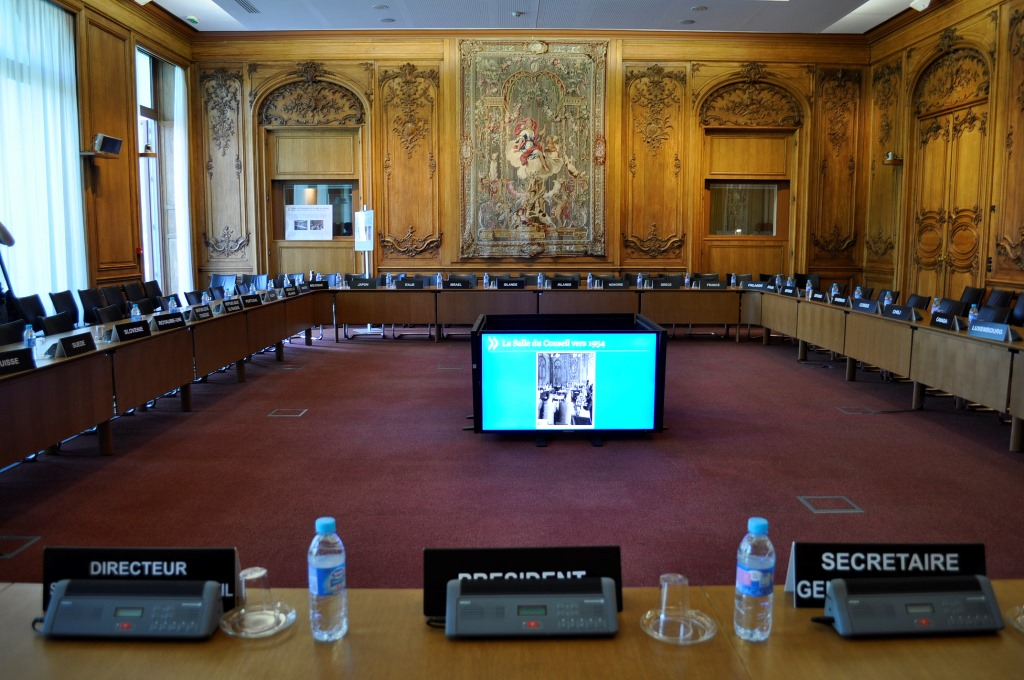
Grand Salon du château de la Muette où siège le conseil d'administration de l'OCDE.

En 2019, l'OCDE compte un secrétariat général, une direction exécutive, une direction chargée de la communication et douze départements spécialisés sur des thèmes différents : développement, échanges et agriculture, affaires économiques, éducation, emploi, PME, environnement, finance, fiscalité, gouvernance publique, sciences et technologies, statistiques. Elle emploie environ 2 500 personnes au niveau du Secrétariat.
L'organisation compte par ailleurs des organes particuliers mentionnés plus haut (l'AIE, l'AEN, le Centre de développement, et le Forum international des transports) et des entités particulières (Club du Sahel et de l'Afrique de l'Ouest, GAFI, MOPAN, et un Partenariat statistique au service du développement au XXIe siècle).
Le Centre de développement, le Club du Sahel et le secrétariat du Partenariat statistique au service du développement font partie de la direction de la coopération pour le développement, un des douze départements cités ci-dessus, qui contribue aux travaux du Comité d'aide au développement.

## Promotion du libéralisme
L'OCDE est souvent présentée comme une institution favorable au néolibéralisme,.

## Études et publications
L'OCDE publie des rapports périodiques spécialisés, ainsi que des rapports ponctuels pour certains domaines, des données statistiques, des études-pays, et des documents de travail (working papers, au contenu plus technique).
Au total, l'OCDE publie entre 300 et 500 rapports chaque année en anglais. La plupart sont traduits en français (le français est l'une des deux langues officielles de l'OCDE).
Tous les résumés et une partie importante des rapports complets sont disponibles gratuitement en ligne sur le site OECD iLibrary.
La collection de Bibliothèque de t Archives comprend les documents et publications du Comité de coopération économique européenne (CCEE), de l'Organisation européenne de coopération économique (OECE) et de l'OCDE, de 1947 à nos jours.

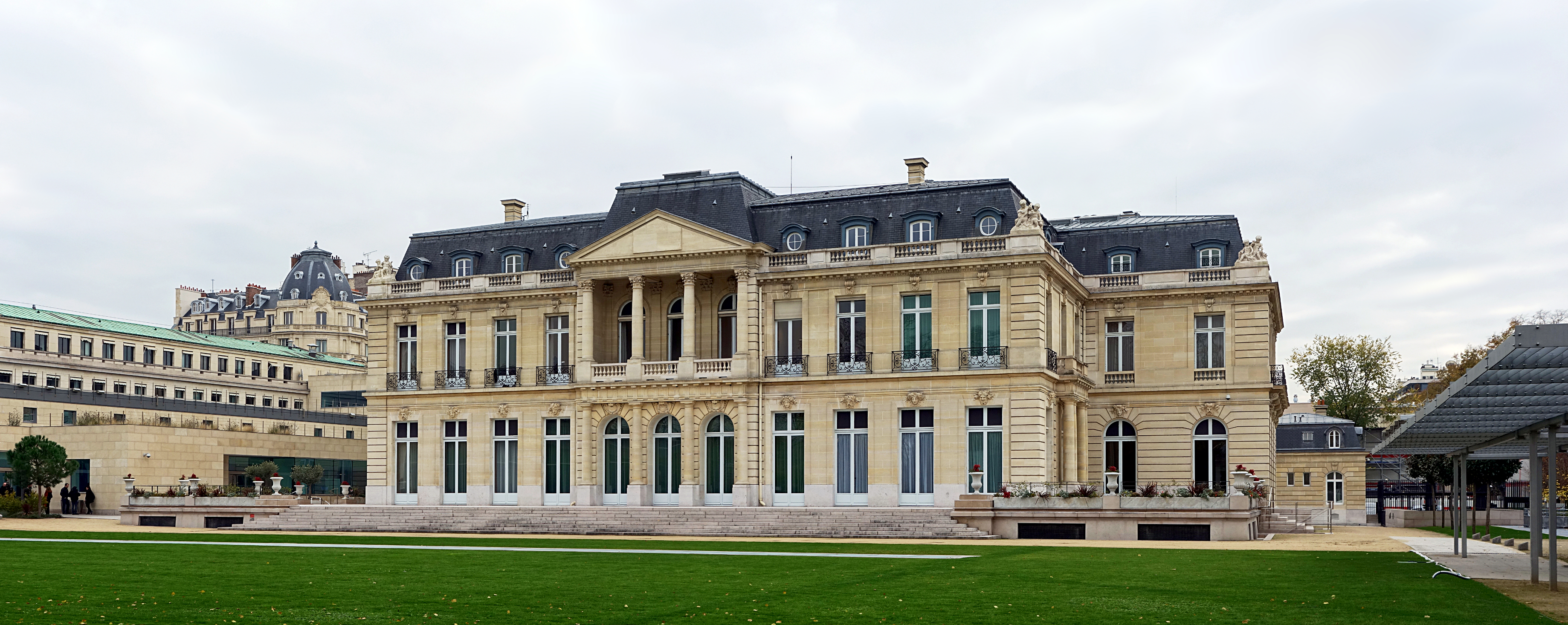
Le château de la Muette, siège de l'OCDE.

Les rapports les plus connus de l'OCDE sont publiés à intervalles réguliers (souvent annuellement). Ils mènent chaque année une revue exhaustive de la situation actuelle de tous les pays de l'OCDE, dans un domaine particulier. On compte principalement :
- les perspectives économiques de l'OCDE (OECD Economic Outlook) ;
- les perspectives de l'emploi de l'OCDE (OECD Employment Outlook) ;
- les regards sur l'éducation (Education Outlook) ;
- les principaux indicateurs économiques de l'OCDE (OECD Main Economic Indicators) ;
- le panorama des statistiques de l'OCDE (OECD Factbook), annuel ;
- l'OCDE en chiffres (OECD in Figures) ;
- l'observateur de l'OCDE (OECD Observer) ;
- données OCDE sur l'environnement, tous les deux ans ;
- les perspectives des communications de l'OCDE (OECD Communications Outlook).

L'OCDE publie, pour chacun de ses pays membres, tous les deux ou trois ans, une « étude-pays », revue exhaustive de la situation économique du pays, des recommandations de politique économique et le bilan des réformes passées.
En plus des rapports périodiques, l'OCDE mène régulièrement des études sur différents thèmes « à la pointe » de la recherche empirique en économie.
En particulier, l'OCDE est à l'origine du modèle pression-état-réponse, qui vise à modéliser la réponse des organismes aux pressions environnementales. Ce modèle a été élargi par la suite à d'autres domaines.
Le Manuel d'Oslo de l'OCDE rassemble les « principes directeurs proposés pour le recueil et l'interprétation des données sur l'innovation ».
Alors que l'OCDE est perçue comme une institution prônant une approche orthodoxe de l'économie, le besoin d'explorer de nouvelles voies en matière de recherche a conduit son secrétaire général José Ángel Gurría à mettre en place un think tank interne en 2012, appelé New Approaches to Economic Challenges (NAEC). Une des premières actions de son successeur Mathias Cormann en 2021 est de déplacer cette unité dans le département de l'économie. Le 9 décembre 2021, le NAEC a été invité à prononcer un discours d'ouverture lors de la conférence annuelle du Réseau euroméditerranéen pour les études économiques (EMNES). Le discours s'est concentré sur les aspects clés du livre Origins, Evolution and Future of Global Development Cooperation, publié par le German Institute of Development and Sustainability (en) (IDOS), en offrant de nouvelles pistes de réflexion et de recherche sur de nouveaux modèles de développement économique basés sur la résilience systémique et la reprise post COVID-19.[pertinence contestée]

## Domaines particuliers

### Lutte contre la corruption
Cette section ne s'appuie pas, ou pas assez, sur des sources secondaires ou tertiaires indépendantes du sujet. Le texte peut contenir des analyses inexactes ou inédites de sources primaires.
Pour l'améliorer, ajoutez-en, ou placez des modèles {{Source secondaire souhaitée}} ou {{Source secondaire nécessaire}} sur les passages mal sourcés. (avril 2023)
L'OCDE est à la pointe en matière de lutte contre la corruption. Elle a créé en 1996 la convention de l'OCDE contre la corruption, qui a été adoptée en 1997. Le groupe multidisciplinaire sur la corruption (GMC) a été mis en place dans ce but.
Son indépendance relative par rapport à ses pays membres lui permet d'y souligner les dangers de corruption ; l'OCDE a par exemple critiqué le Royaume-Uni en 2007 dans l'affaire BAE.

### Protection de l'investissement
L'OCDE joue un rôle important dans une tentative de réglementation multilatérale de la protection de l'investissement. De 1995 à 1998 un forum de négociations a permis la création de l'accord multilatéral sur l'investissement (accord AMI, ou en anglais multilateral agreement on investment), qui sert de modèle aujourd'hui à beaucoup d'accords bilatéraux. De tels accords n'existent aujourd'hui essentiellement qu'au niveau bilatéral (les TBI : traités bilatéraux d'investissement), que des États établissent entre eux lorsqu'ils en sentent le besoin (par exemple : l'accord entre le Conseil fédéral suisse et le Gouvernement des Émirats arabes unis concernant la promotion et la protection réciproque des investissements RS 0.975.232.5).
Les principes directeurs pour le traitement de l'investissement étranger élaborés en 1992 au sein de la Banque internationale pour la reconstruction et le développement (BIRD) constituent une autre source d'inspiration pour la rédaction d'accords sur la protection de l'investissement.
Au niveau international il a été jusqu'à présent difficile de trouver un consensus. L'ONU (plus précisément la CNUCED) pourrait jouer un rôle.
Quant à l'OMC (en 2001 à Singapour ou 2004 à Genève), aucun accord n'a pu voir le jour en son sein. Elle continue donc aujourd'hui à réglementer les domaines du commerce, des services et de la propriété intellectuelle sans s'occuper de la protection et du développement de l'investissement au niveau international.

### Liste des pays non coopératifs selon l'OCDE
L'OCDE publie une « liste noire » des pays non coopératifs pour l'échange d'informations fiscales et pour la transparence.

## Dirigeants

### Secrétaires généraux
| Portrait                                                               | Identité           | Nationalité                                | Période        | Période        | Durée                       |
| Portrait                                                               | Identité           | Nationalité                                | Début          | Fin            | Durée                       |
| ---------------------------------------------------------------------- | ------------------ | ------------------------------------------ | -------------- | -------------- | --------------------------- |
| Pas de portrait sous licence libre disponible pour Thorkil Kristensen. | Thorkil Kristensen | Danois                                     | septembre 1961 | septembre 1969 | 8 ans                       |
| Emiel van Lennep                                                       | Emiel van Lennep   | Néerlandais                                | octobre 1969   | septembre 1984 | 14 ans et 11 mois           |
| Jean-Claude Paye                                                       | Jean-Claude Paye   | Français                                   | octobre 1984   | mai 1996       | 11 ans et 7 mois            |
| Donald Johnston                                                        | Donald Johnston    | Canadien                                   | 1er juin 1996  | 31 mai 2006    | 9 ans, 11 mois et 30 jours  |
| José Ángel Gurría, 27 janvier 2012.                                    | José Ángel Gurría  | Mexicain                                   | 1er juin 2006  | 31 mai 2021    | 14 ans, 11 mois et 30 jours |
| Mathias Cormann                                                        | Mathias Cormann    | Australien (depuis 2000) Belge (1970-2000) | 1er juin 2021  | En cours       | 4 ans, 2 mois et 13 jours   |

### Économiste en chef
| Portrait                                                                | Identité                                     | Nationalité      | Période         | Période         | Durée                    |
| Portrait                                                                | Identité                                     | Nationalité      | Début           | Fin             | Durée                    |
| ----------------------------------------------------------------------- | -------------------------------------------- | ---------------- | --------------- | --------------- | ------------------------ |
| Pas de portrait sous licence libre disponible pour Jean-Philippe Cotis. | Jean-Philippe Cotis (1957 - 2023)            | Français         | 2002            | 2008            | 6 ans                    |
| Klaus Schmidt-Hebbel                                                    | Klaus Schmidt-Hebbel (en), (né en 1955)      | Allemand Chilien | septembre 2008  | avril 2009      | 7 mois                   |
| Pier Carlo Padoan                                                       | Par intérim : Pier Carlo Padoan (né en 1950) | Italien          | avril 2009      | 2 décembre 2009 | 8 mois                   |
| Pier Carlo Padoan                                                       | Pier Carlo Padoan (né en 1950)               | Italien          | 3 décembre 2009 | 2014            | 5 ans                    |
| Catherine L. Mann                                                       | Catherine L. Mann (en) (née au XXe siècle)   | Américaine       | octobre 2014    | 23 juillet 2018 | 3 ans et 9 mois          |
| Laurence Boone, 6 juin 2023.                                            | Laurence Boone (née en 1969)                 | Française        | 24 juillet 2018 | 1er mai 2023    | 4 ans, 9 mois et 7 jours |
| Pas de portrait sous licence libre disponible pour Clare Lombardelli.   | Clare Lombardelli                            | Britannique      | 2 mai 2023      |                 |                          |

## Pays membres

Répartition géographique des pays membres de l'OCDE :
Membres fondateurs
Autres membres

Le 14 décembre 1960, vingt pays signent la Convention relative à l'Organisation de coopération et de développement économiques. Les membres fondateurs sont les 18 membres de l'OECE, les États-Unis et le Canada. Depuis lors, dix-huit autres pays ont adhéré à l'OCDE qui comprend ainsi quasiment tous les pays développés et démocratiques du monde. L'ensemble formé par ces pays représente 80 % du PNB mondial en 2009.
| Pays             | Date d'adhésion   | Zone géographique | Langue(s)                             |
| ---------------- | ----------------- | ----------------- | ------------------------------------- |
| Allemagne*       | 27 septembre 1961 | Europe            | Allemand                              |
| Australie        | 7 juin 1971       | Océanie           | Anglais                               |
| Autriche*        | 29 septembre 1961 | Europe            | Allemand                              |
| Belgique*        | 13 septembre 1961 | Europe            | Français, néerlandais, allemand       |
| Canada*          | 10 avril 1961     | Amérique du Nord  | Anglais, français                     |
| Chili            | 7 mai 2010        | Amérique du Sud   | Espagnol                              |
| Colombie         | 28 avril 2020     | Amérique du Sud   | Espagnol                              |
| Corée du Sud     | 12 décembre 1996  | Asie              | Coréen                                |
| Costa Rica       | 25 mai 2021       | Amérique centrale | Espagnol                              |
| Danemark*        | 30 mai 1961       | Europe            | Danois                                |
| Espagne*         | 3 août 1961       | Europe            | Espagnol, catalan, basque             |
| Estonie          | 9 décembre 2010   | Europe            | Estonien                              |
| États-Unis*      | 12 avril 1961     | Amérique du Nord  | Anglais, espagnol                     |
| Finlande         | 28 janvier 1969   | Europe            | Finnois, suédois                      |
| France*          | 7 août 1961       | Europe            | Français                              |
| Grèce*           | 27 septembre 1961 | Europe            | Grec                                  |
| Hongrie          | 7 mai 1996        | Europe            | Hongrois                              |
| Irlande*         | 17 août 1961      | Europe            | Irlandais, anglais                    |
| Islande*         | 5 juin 1961       | Europe            | Islandais                             |
| Israël           | 7 septembre 2010  | Asie              | Hébreu, arabe                         |
| Italie*          | 29 mars 1962      | Europe            | Italien                               |
| Japon            | 28 avril 1964     | Asie              | Japonais                              |
| Lettonie         | 1er juillet 2016  | Europe            | Letton                                |
| Lituanie         | 5 juillet 2018    | Europe            | Lituanien                             |
| Luxembourg*      | 7 décembre 1961   | Europe            | Français, allemand, luxembourgeois    |
| Mexique          | 18 mai 1994       | Amérique du Nord  | Espagnol                              |
| Norvège*         | 4 juillet 1961    | Europe            | Norvégien                             |
| Nouvelle-Zélande | 29 mai 1973       | Océanie           | Anglais                               |
| Pays-Bas*        | 13 novembre 1961  | Europe            | Néerlandais                           |
| Pologne          | 22 novembre 1996  | Europe            | Polonais                              |
| Portugal*        | 4 août 1961       | Europe            | Portugais                             |
| Slovaquie        | 14 décembre 2000  | Europe            | Slovaque                              |
| Slovénie         | 21 juillet 2010   | Europe            | Slovène                               |
| Suède*           | 28 septembre 1961 | Europe            | Suédois                               |
| Suisse*          | 28 septembre 1961 | Europe            | Allemand, français, italien, romanche |
| Royaume-Uni*     | 2 mai 1961        | Europe            | Anglais                               |
| Tchéquie         | 21 décembre 1995  | Europe            | Tchèque                               |
| Turquie*         | 2 août 1961       | Asie (et Europe)  | Turc                                  |

* : membre fondateur
L'Union européenne participe aux travaux de l'OCDE, en accord avec le protocole additionnel à la Convention de l'Organisation de coopération et de développement économiques.

### Élargissement

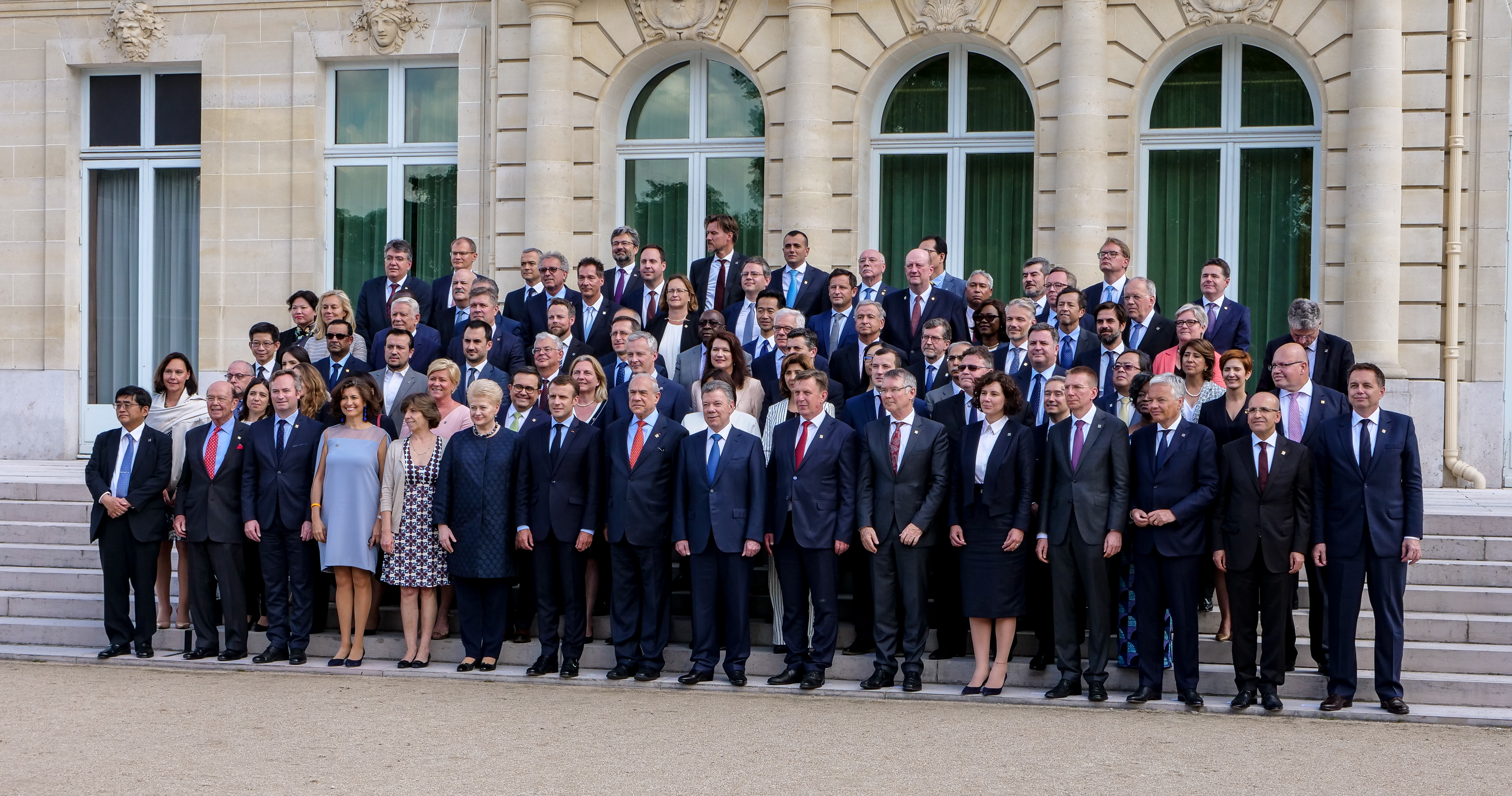
Sommet ministériel 2018.

En mai 2007, le Conseil de l'OCDE au niveau des ministres décide d'ouvrir des négociations avec cinq pays : le Chili, l'Estonie, Israël, la Russie et la Slovénie, en vue de leur adhésion à l'OCDE, et de renforcer la coopération de l'OCDE avec l'Afrique du Sud, le Brésil, la Chine, l'Inde et l'Indonésie, dans le cadre de programmes d'engagement renforcé en vue de leur adhésion éventuelle.
Le Chili est devenu membre de l'OCDE le 11 janvier 2010. L'Estonie et la Slovénie sont admises le 27 mai 2010. Israël est admis le même jour en ayant intégré dans son dossier d'adhésion un « territoire économique israélien » composé non seulement du territoire d'Israël mais aussi des territoires palestiniens occupés par Israël tels que Jérusalem-Est et le plateau du Golan, ce qui a provoqué une vive polémique.
Dans un plus lointain avenir, priorité sera donnée à l'élargissement vers les pays de l'Asie du Sud-Est.
Lors du sommet ministériel du 30 mai 2013, l'organisation décide l'ouverture de négociations avec la Lettonie et la Colombie. Lors de ce sommet, il est aussi décidé que des négociations d'adhésion pourront être ouvertes en 2015 avec le Costa Rica et la Lituanie ; ces négociations commencent le 9 avril 2015. La Lettonie est formellement invitée à rejoindre l'OCDE le 11 mai 2016. La Lituanie devient le 5 juillet 2018 le 36e État membre de l'OCDE. Elle est suivie le 28 avril 2020 par la Colombie, puis le 25 mai 2021 par le Costa Rica.
Lors du sommet ministériel du 1er juin 2018, l'organisation déclare examiner les candidatures de l'Argentine, du Brésil, de la Bulgarie, de la Croatie, du Pérou et de la Roumanie. Le 25 janvier 2022, les négociations d'adhésion sont ouvertes avec ces six pays.
Lors de la réunion de son conseil de gouvernance du 12 mars 2014, l'OCDE annonce qu'elle suspend provisoirement le processus d'adhésion de la Russie car l'organisation souhaite renforcer la coopération avec l'Ukraine, avec qui la Russie est en conflit. Le 25 février 2022, en réponse à l’invasion russe de l'Ukraine, elle annonce qu'elle va clore ce processus et fermer son bureau à Moscou.
L'organisation décide d'ouvrir des négociations d'adhésion avec l'Indonésie le 20 février 2024.
L'organisation décide d'approfondir ses relations avec l'Asie du Sud-Est en ouvrant des négociations d'adhésion avec la Thaïlande le 18 juin 2024.

## Critiques
L'OCDE est critiquée par plusieurs courants de pensée dont le mouvement altermondialiste[réf. souhaitée]. On lui reproche de faire la promotion active du libéralisme économique et d'être un des piliers du capitalisme. Ces critiques pointent notamment son manque de transparence dans les négociations de l'Accord multilatéral sur l'investissement.
Serge Halimi, directeur du Monde diplomatique, estime dans son essai politique Le Grand Bond en arrière (2004, réédité en 2006 et 2012) que l'« étude sur l'emploi » réalisée par l'OCDE en 1994, dont les conclusions ont largement inspiré des politiques publiques libérales telles que la baisse des cotisations patronales en France ou l'Agenda 2010 en Allemagne, « fut échafaudée sur la base de comparaisons statistiques notoirement peu fiables, de réfutations désinvoltes et d'occultations délibérées ». L'étude en question, bien que reposant exclusivement sur des comparaisons statistiques entre pays membres, était cependant accompagnée d'une note expliquant que les données utilisées « ne se prêtent pas à des comparaisons internationales car elles renvoient à des particularités institutionnelles propres au pays considéré ». Pour Serge Halimi, « incidemment, cette phrase permettait d'absoudre les États occidentaux qui transformaient davantage que les autres leurs agences de l'emploi en machines à radier les chômeurs ou à oublier de les recenser ».
Selon Raoul-Marc Jennar, essayiste anti-libéral, l'OCDE constitue un « véritable bureau d'études des pays industrialisés, qui propage la doctrine libérale, juge les politiques des États membres et propose des accords orientés dans le sens d'un dépérissement des pouvoirs publics et d'une autonomie des acteurs privés ».
Pour l'historienne Chloé Maurel en 2009, l'OCDE et l'Organisation mondiale du commerce (OMC) se distinguent des organisations comme l'Organisation des Nations unies (ONU), qu'elle perçoit comme une organisation démocratique et universelle. En effet, alors que l'ONU rassemble pratiquement tous les pays du monde, l'OCDE n'en compte alors que trente, les plus riches et les plus industrialisés. En outre, alors que la première serait fondée sur les valeurs universelles des droits de l'homme, l'OCDE se réclamerait des valeurs du libéralisme, politique et économique. De fait, l'OCDE a succédé en 1960 à l'Organisation européenne de coopération économique (OECE), organisme créé en 1948 en Europe à l'initiative des États-Unis dans le cadre de la guerre froide et de l'opposition au bloc communiste. Pour Chloé Maurel, comme son ancêtre l'OECE, l'OCDE a pour objectif principal de promouvoir l'économie de marché et le libre-échange, de diffuser le libéralisme économique et d'encourager le développement du secteur privé dans le monde (en particulier les intérêts des grandes firmes transnationales) au détriment des services publics.
En 2010, l'entrée d'Israël dans l'organisation a suscité l'indignation de certains groupes, qui y ont vu un encouragement à l'annexion par Israël des colonies en Cisjordanie. Pour Nabil Chaath, ancien Premier ministre palestinien, « les États membres récompensent Nétanyahou [alors Premier ministre israélien] pour sa violation du droit international ».

## Missions permanentes auprès de l'OCDE à Paris

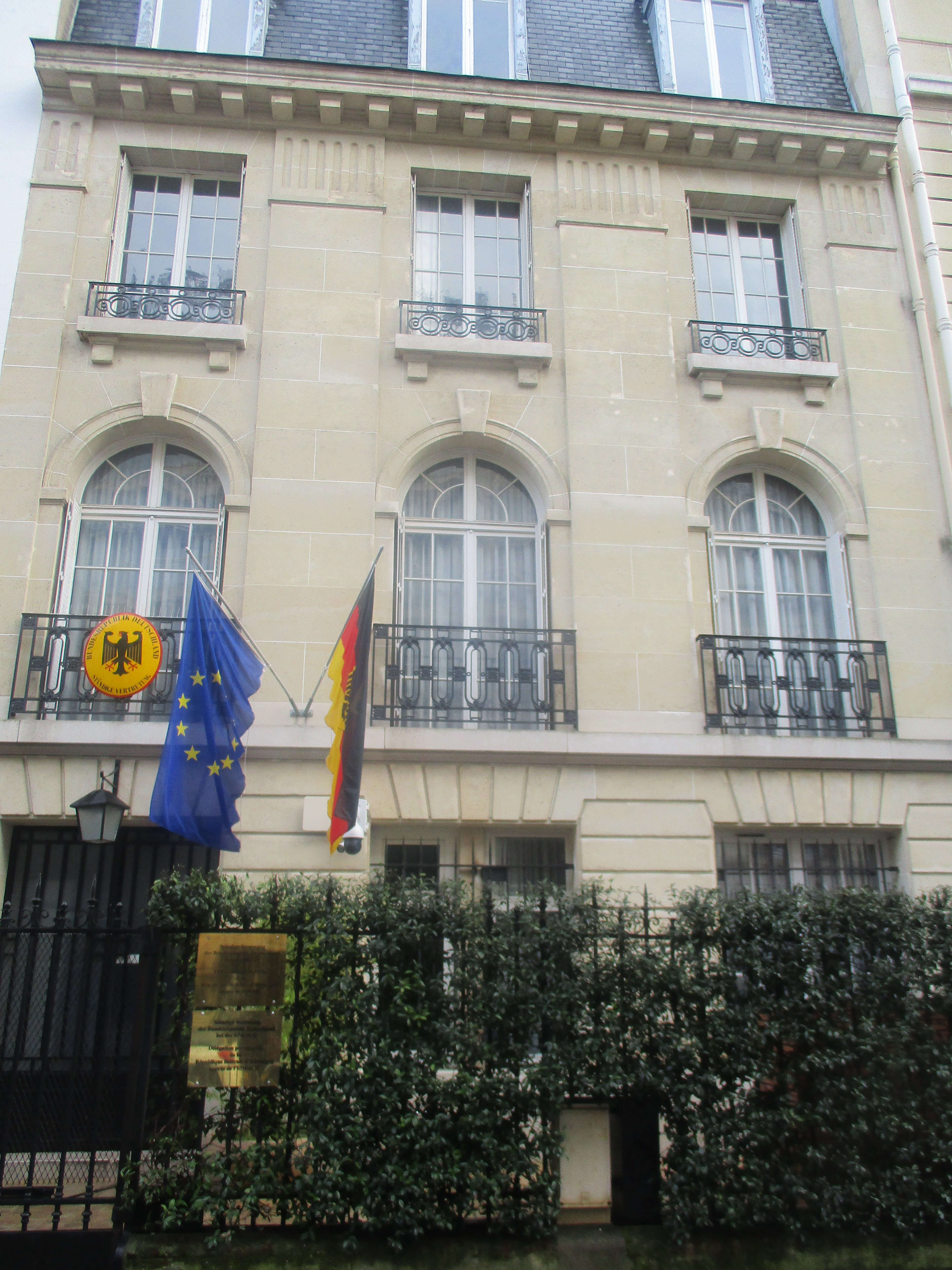
Mission permanente de l'Allemagne auprès de l'OCDE
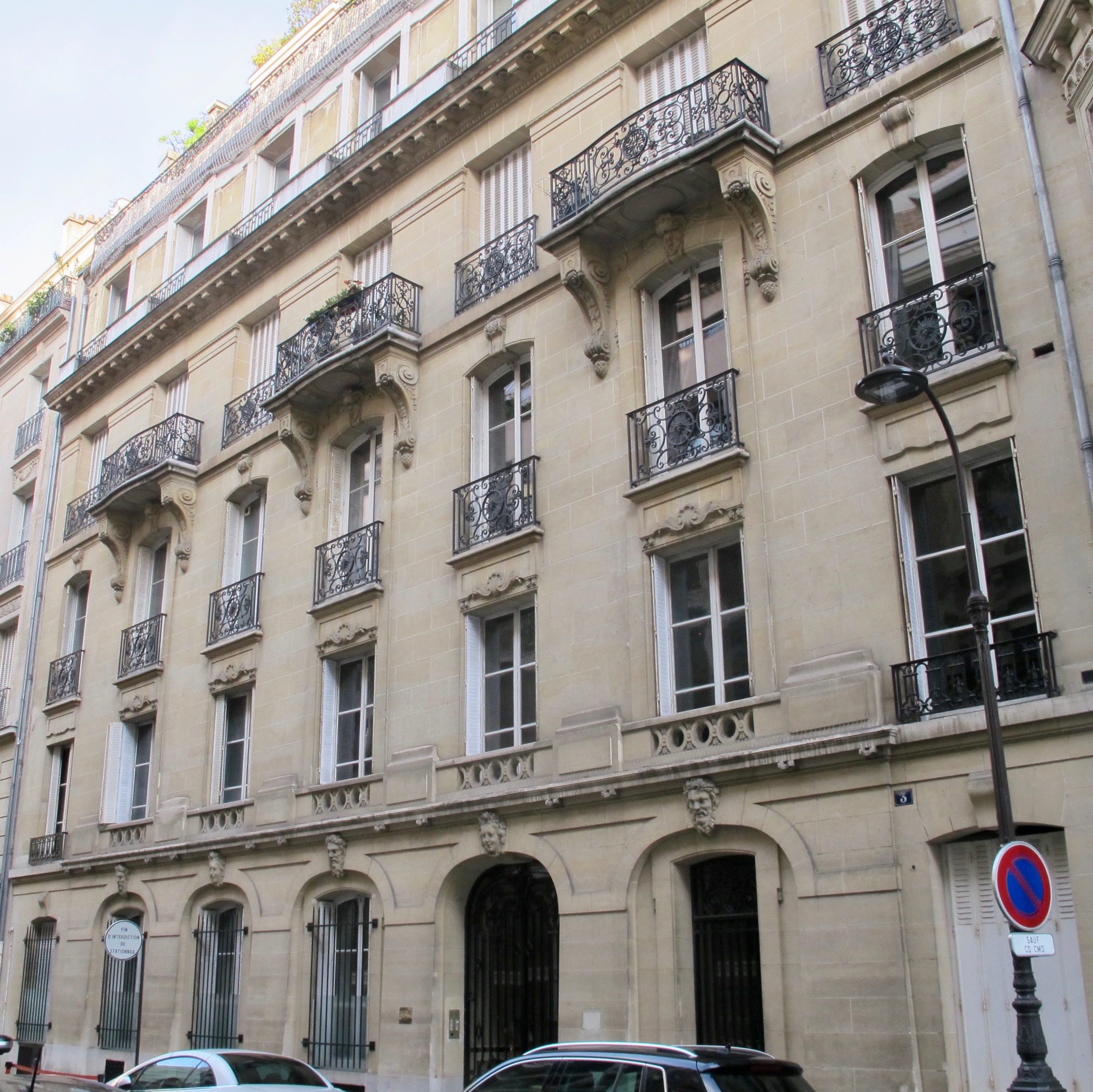
Mission permanente de l'Autriche auprès de l'OCDE
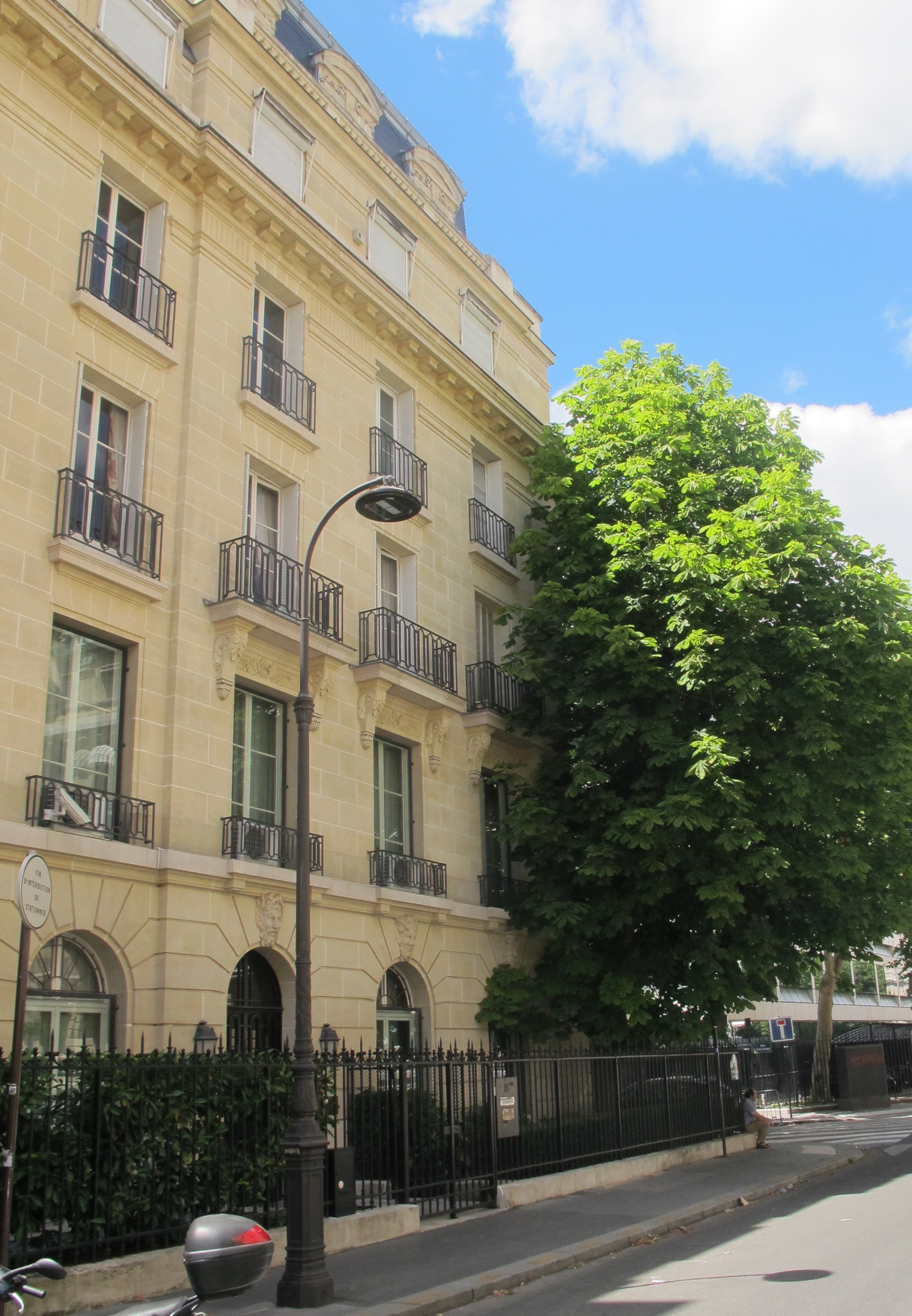
Mission permanente du Canada auprès de l'OCDE
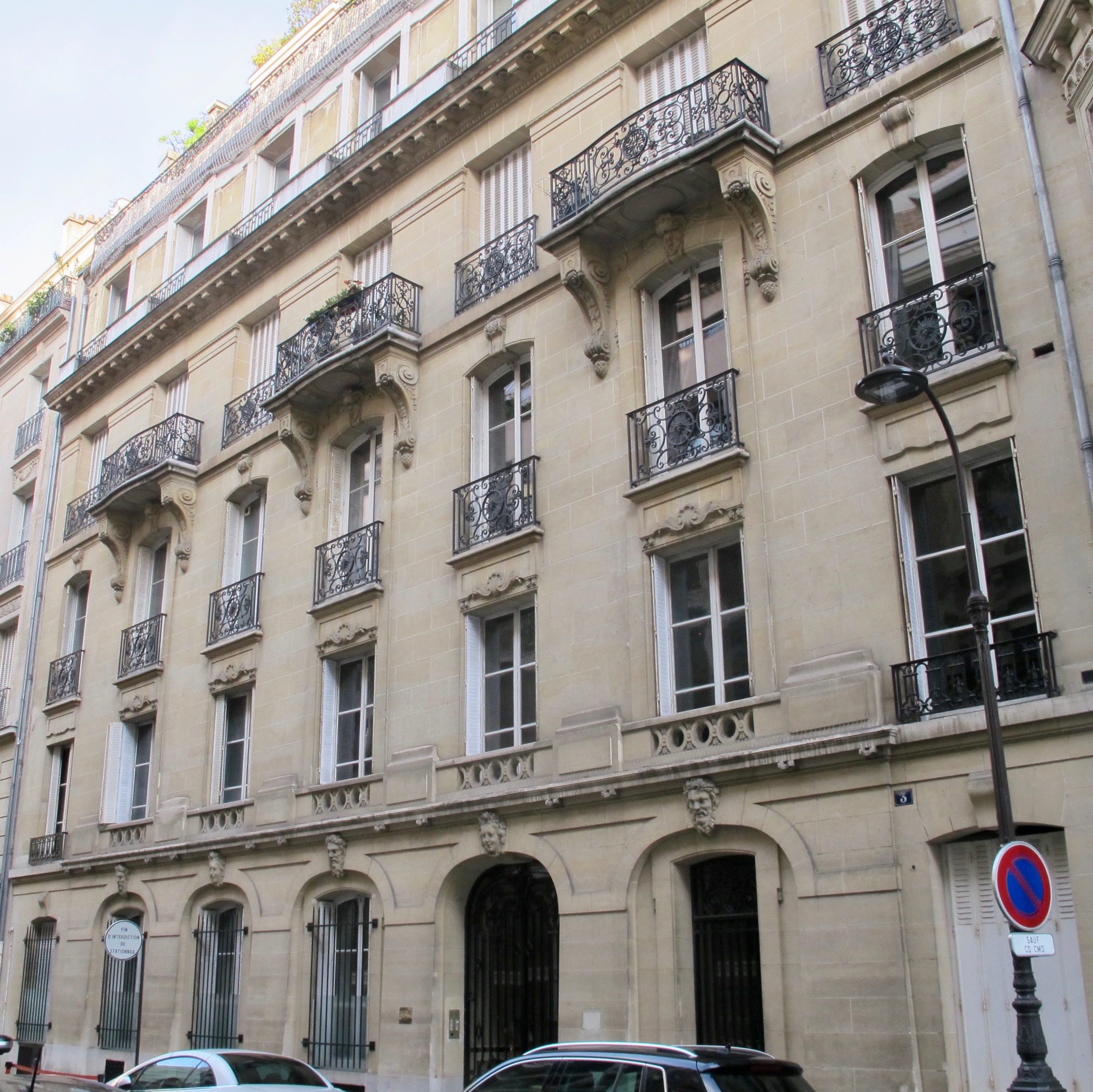
Mission permanente du Chili auprès de l'OCDE
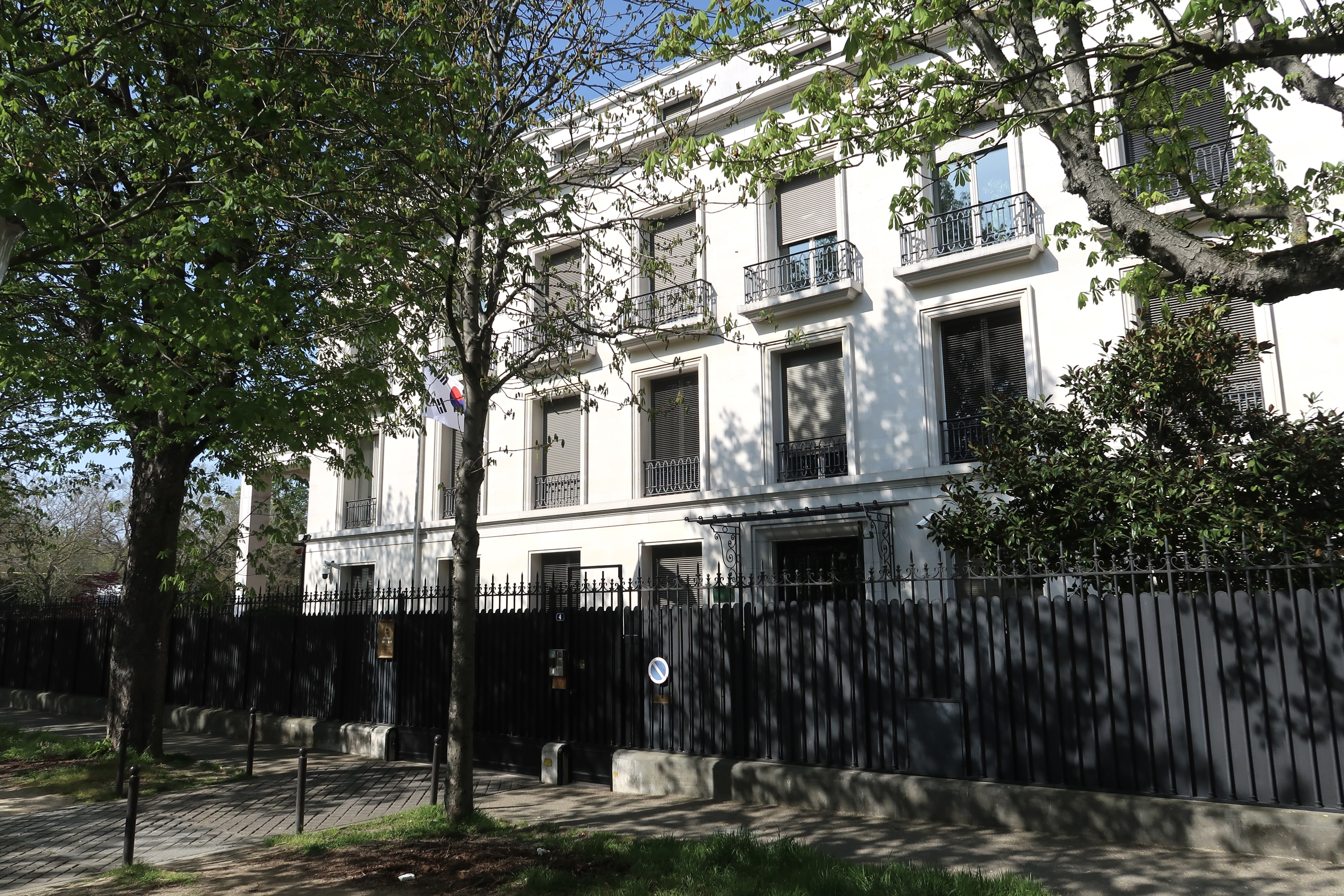
Mission permanente de la Corée du Sud auprès de l'OCDE
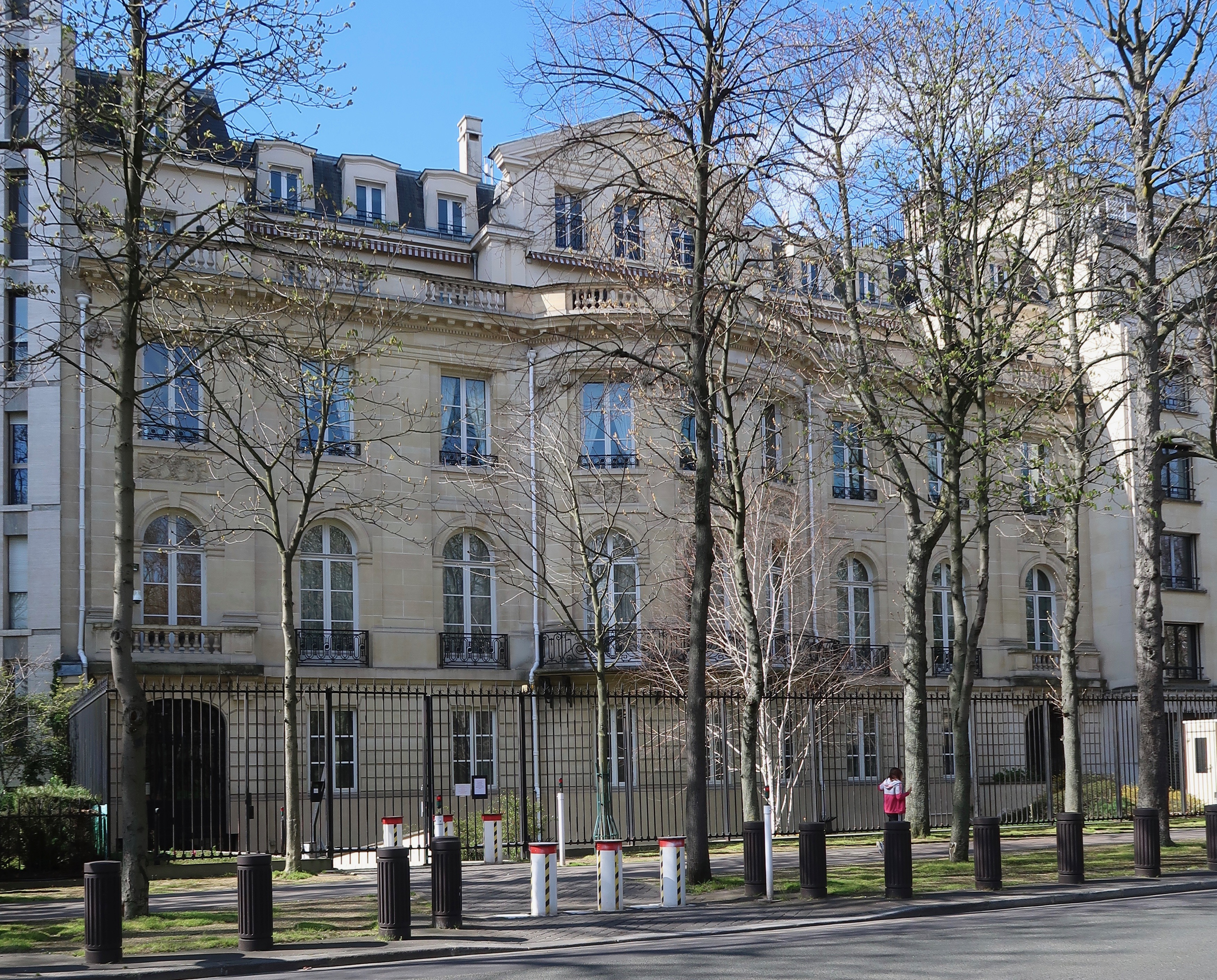
Mission permanente des États-Unis auprès de l'OCDE
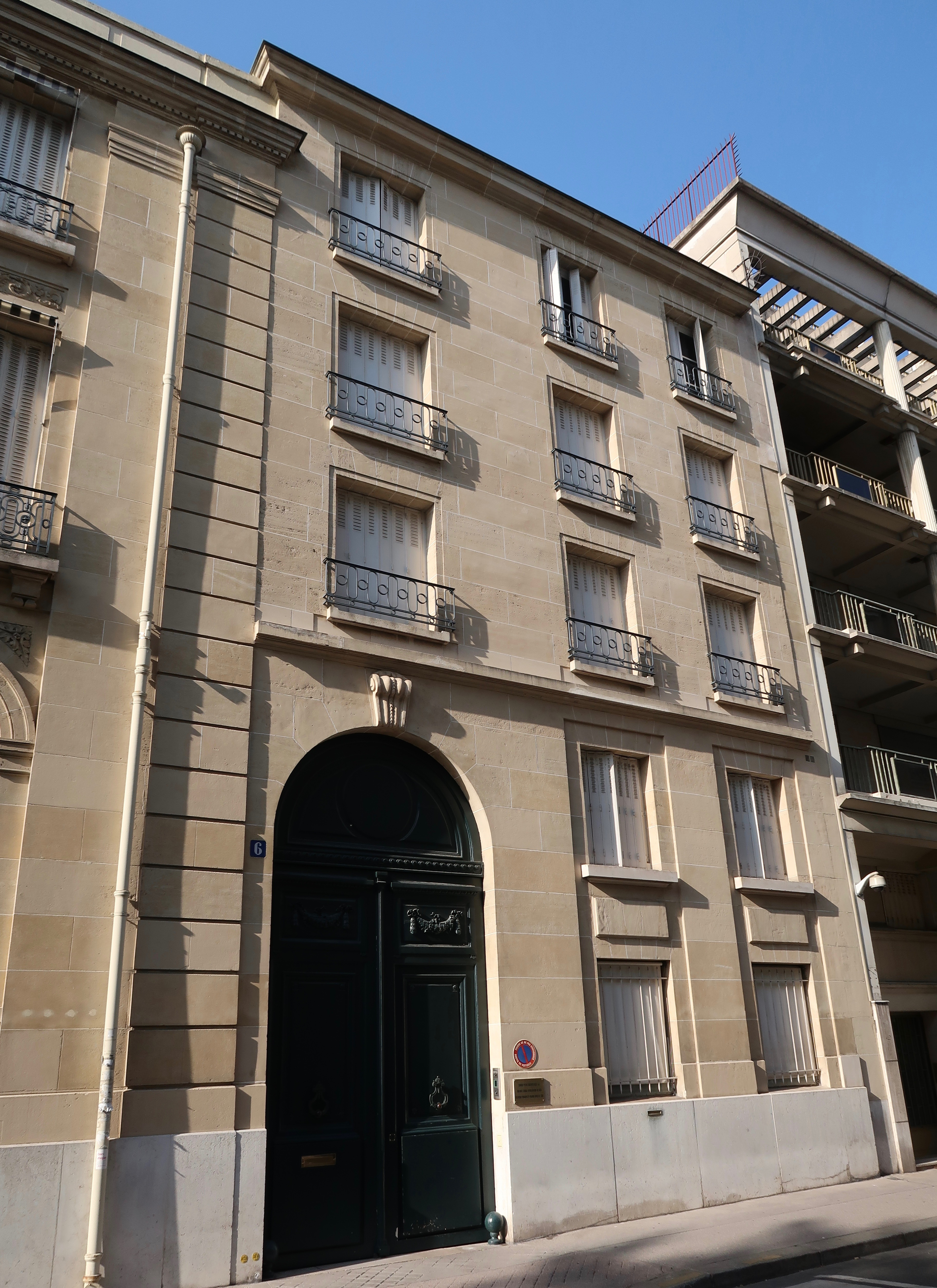
Mission permanente de la Finlande auprès de l'OCDE
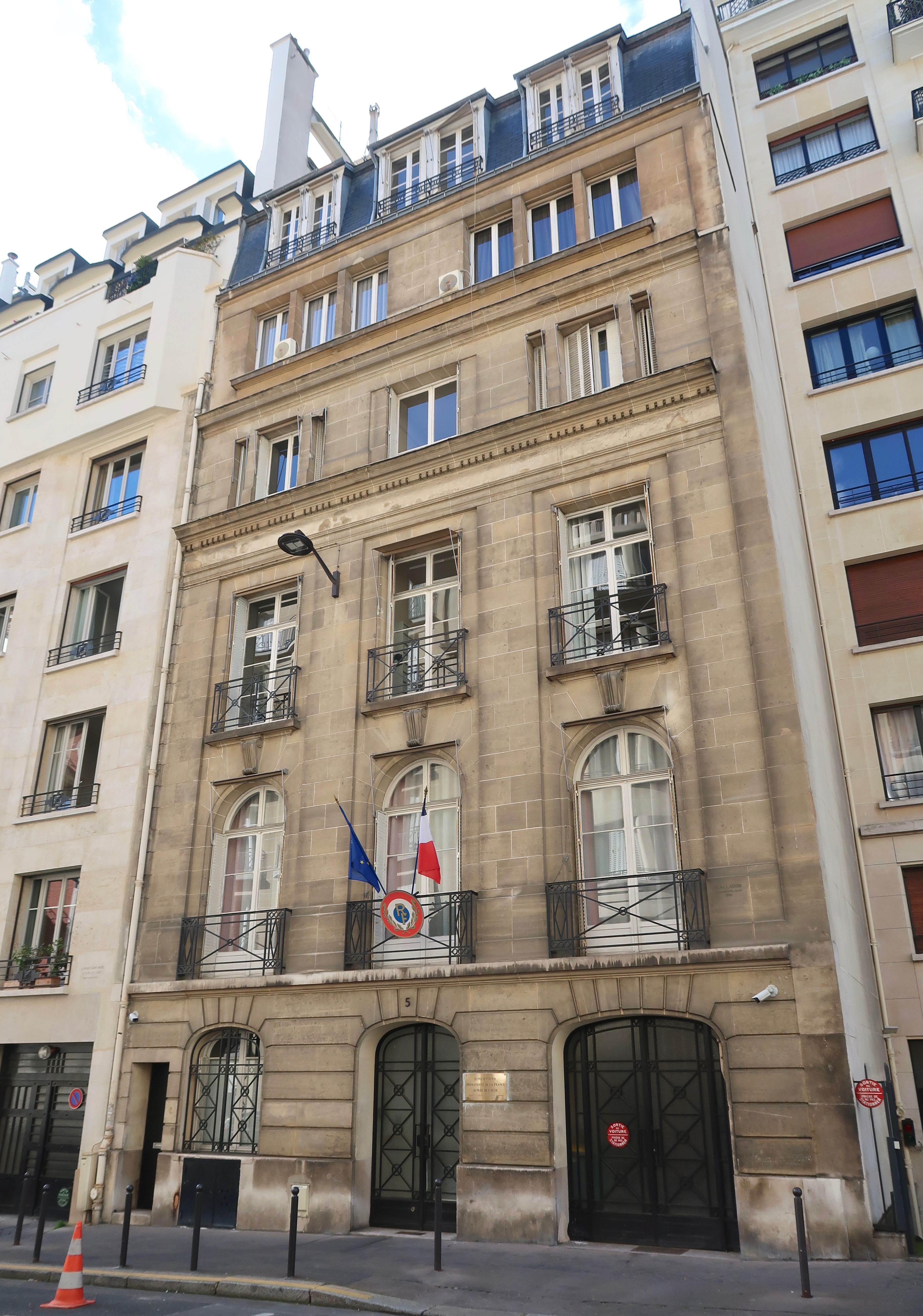
Mission permanente de la France auprès de l'OCDE
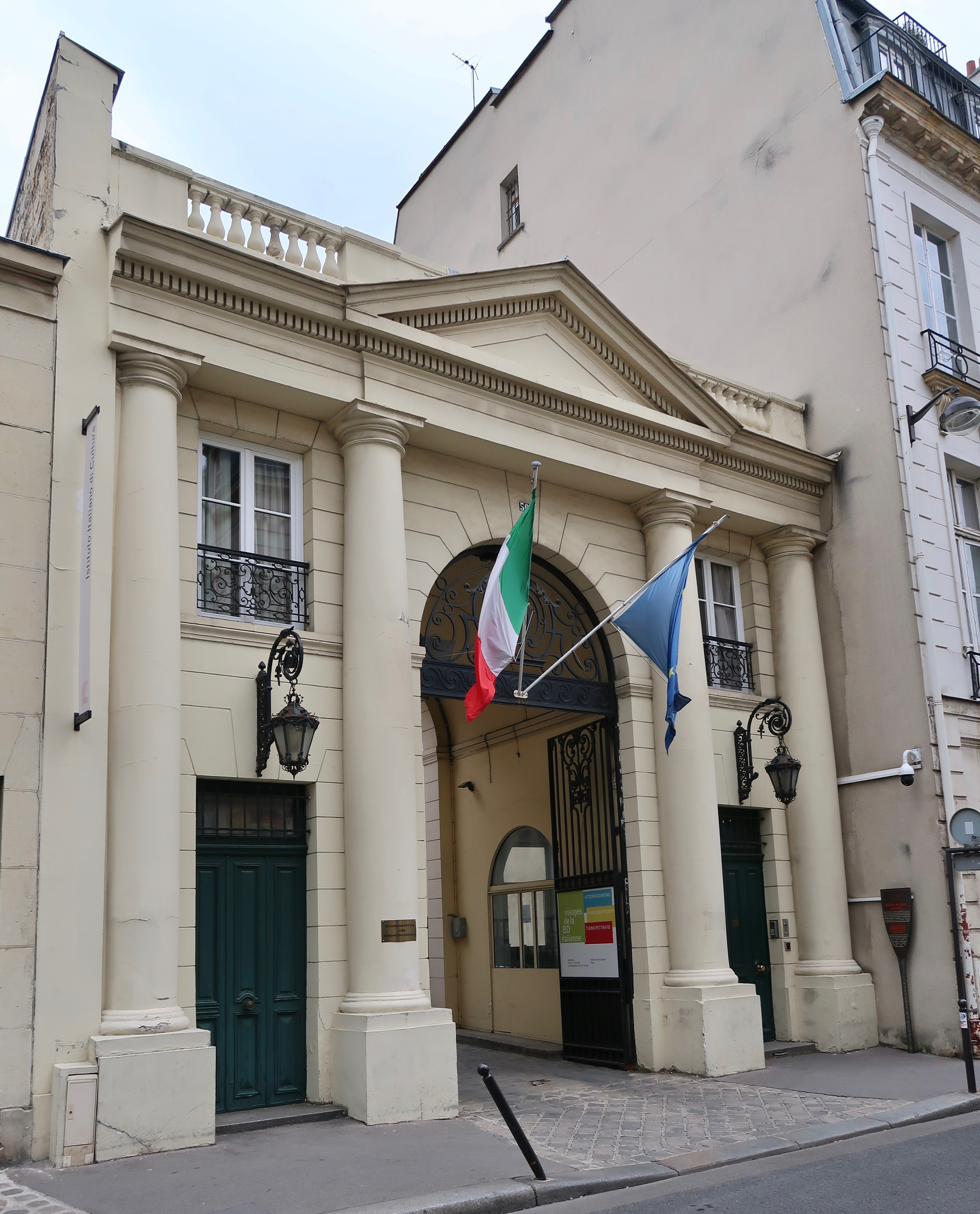
Mission permanente de l'Italie auprès de l'OCDE
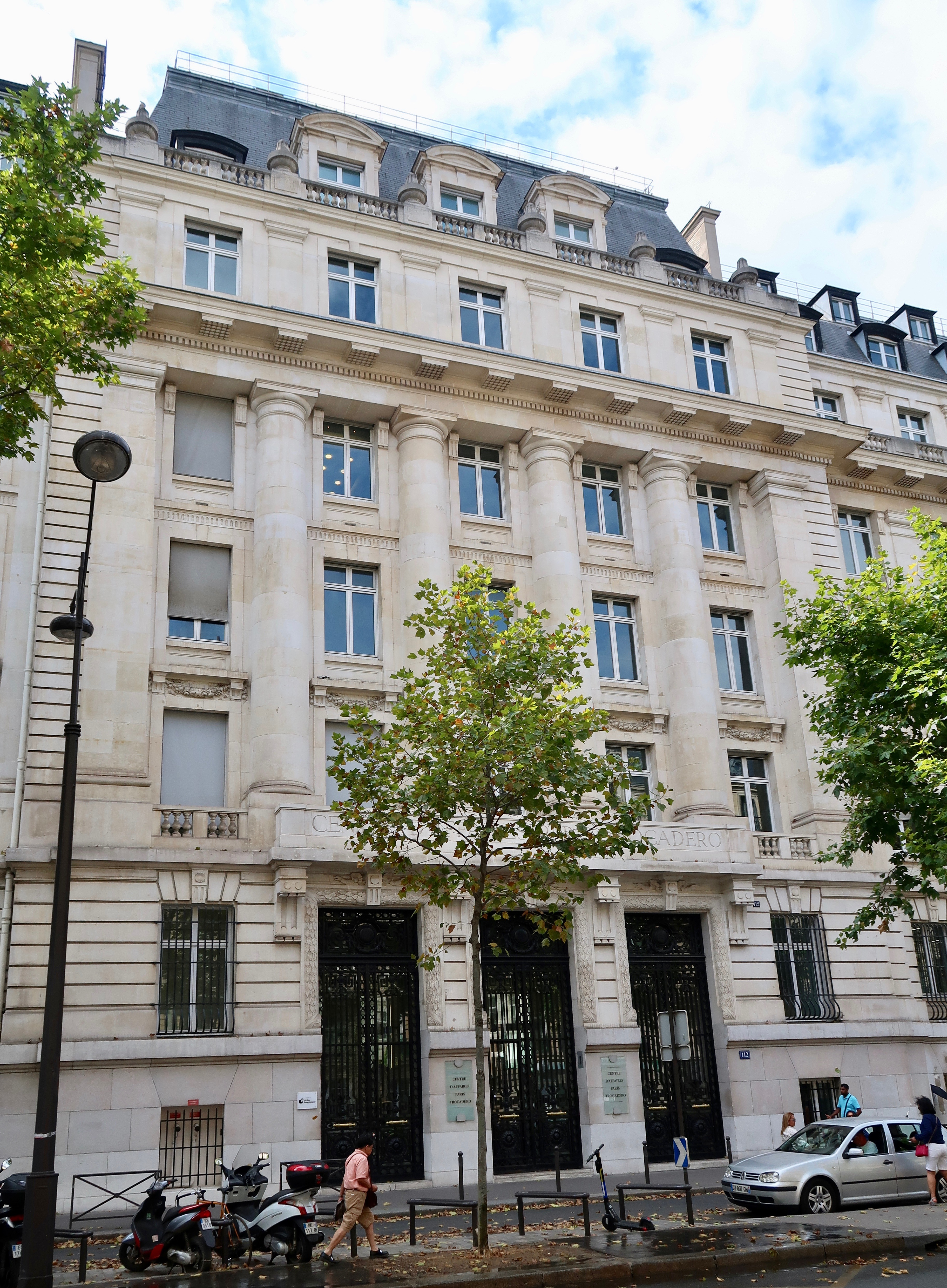
Mission permanente du Japon auprès de l'OCDE
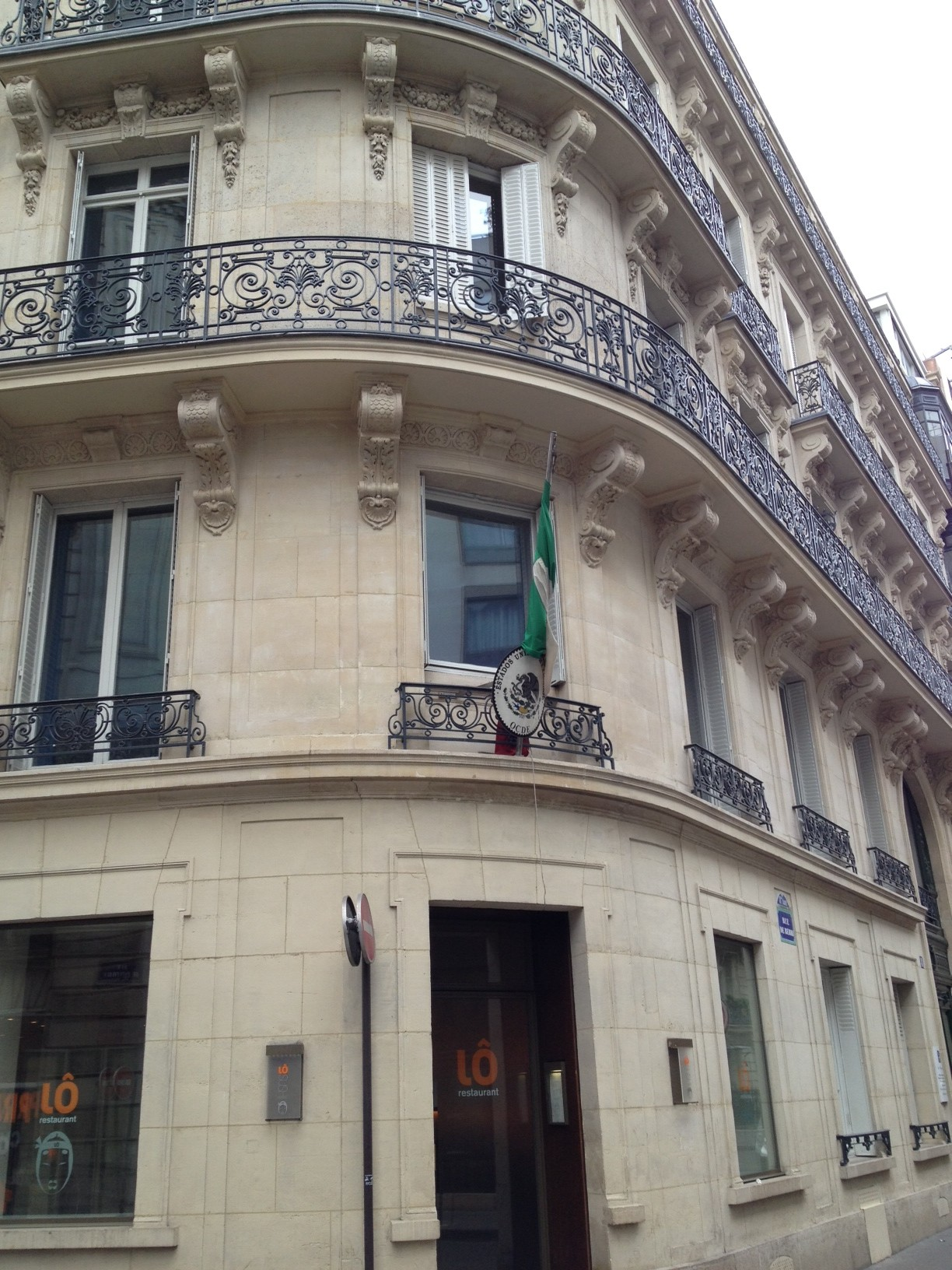
Mission permanente du Mexique auprès de l'OCDE
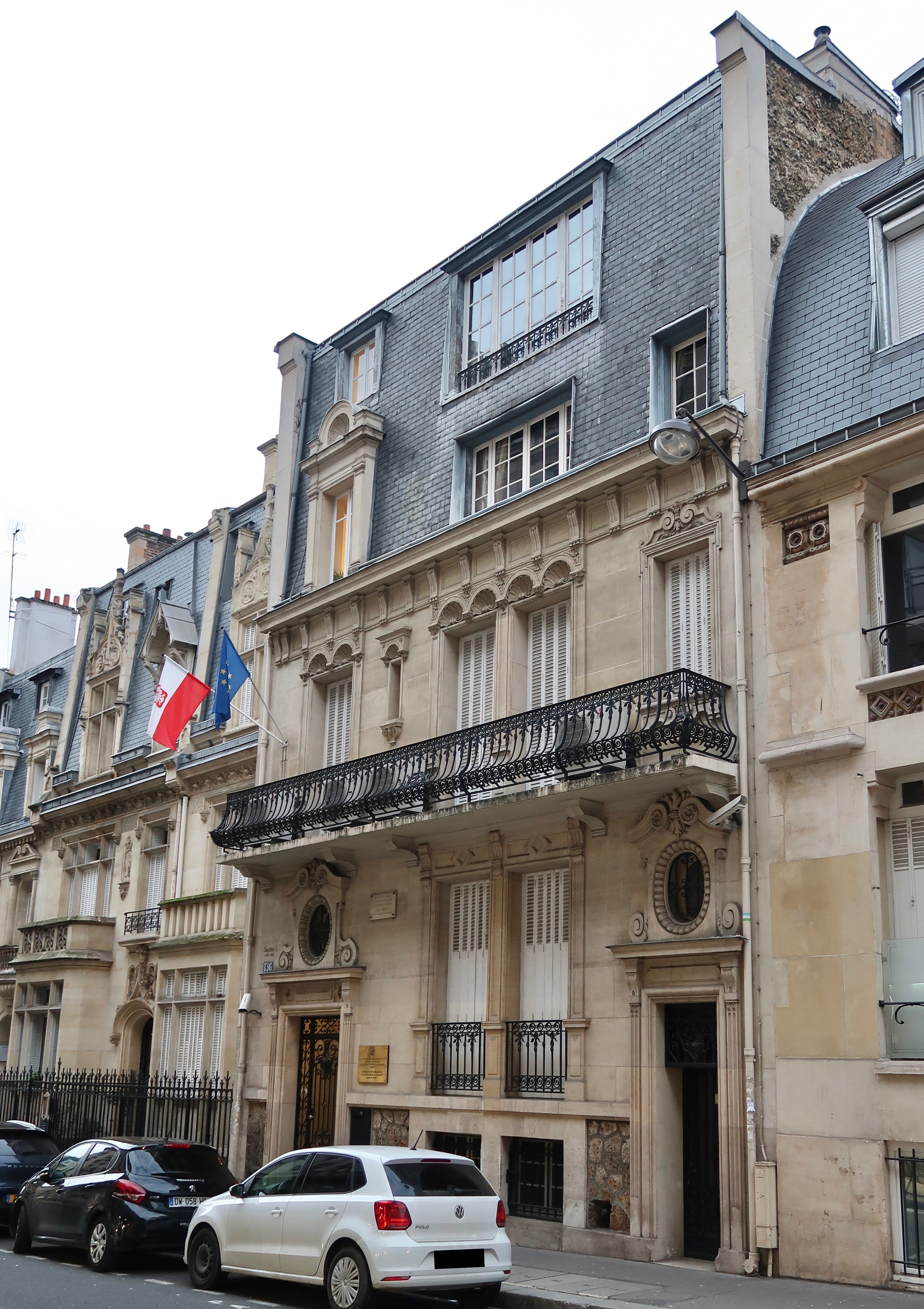
Mission permanente de la Pologne auprès de l'OCDE
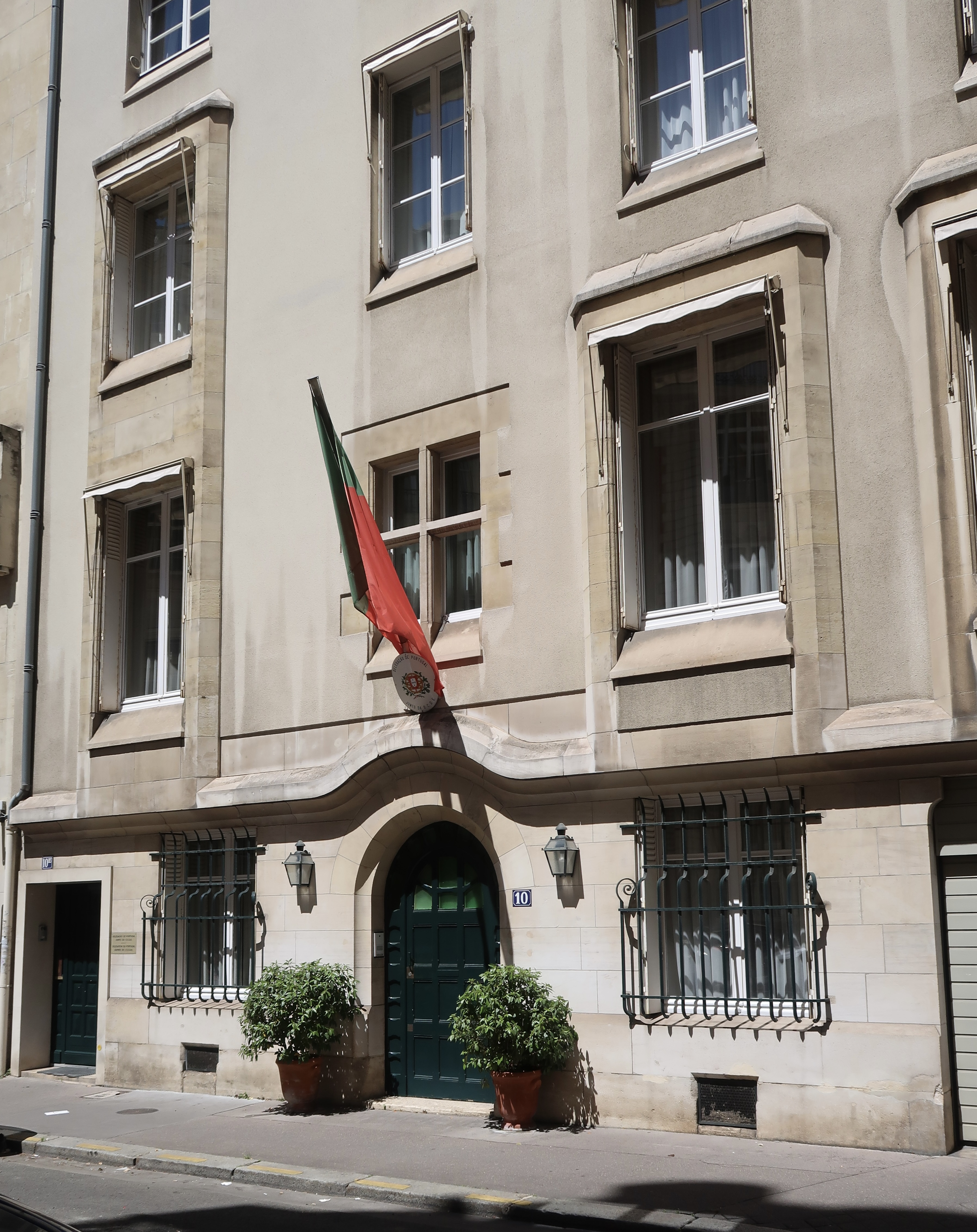
Mission permanente du Portugal auprès de l'OCDE
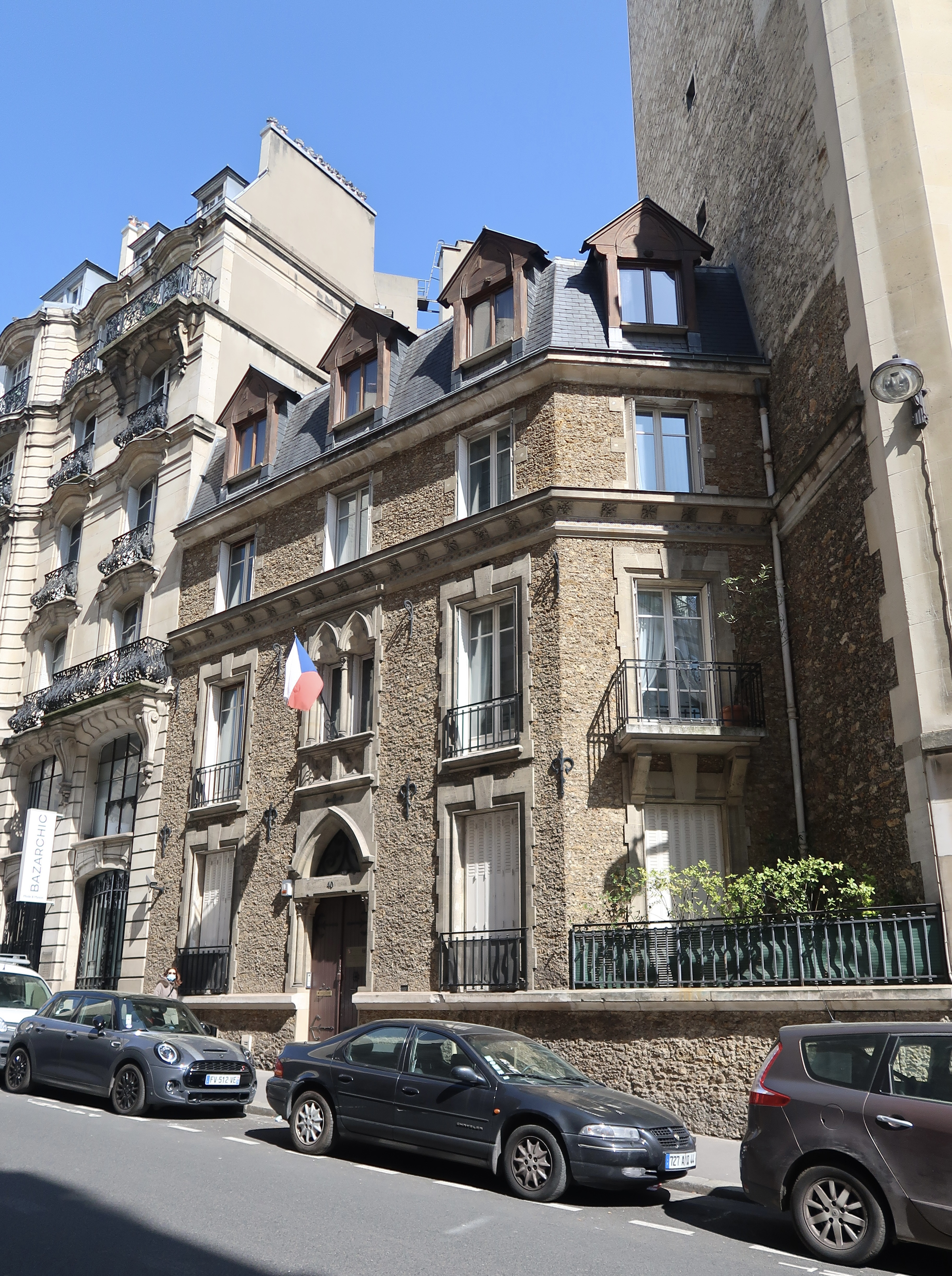
Mission permanente de la République tchèque auprès de l'OCDE
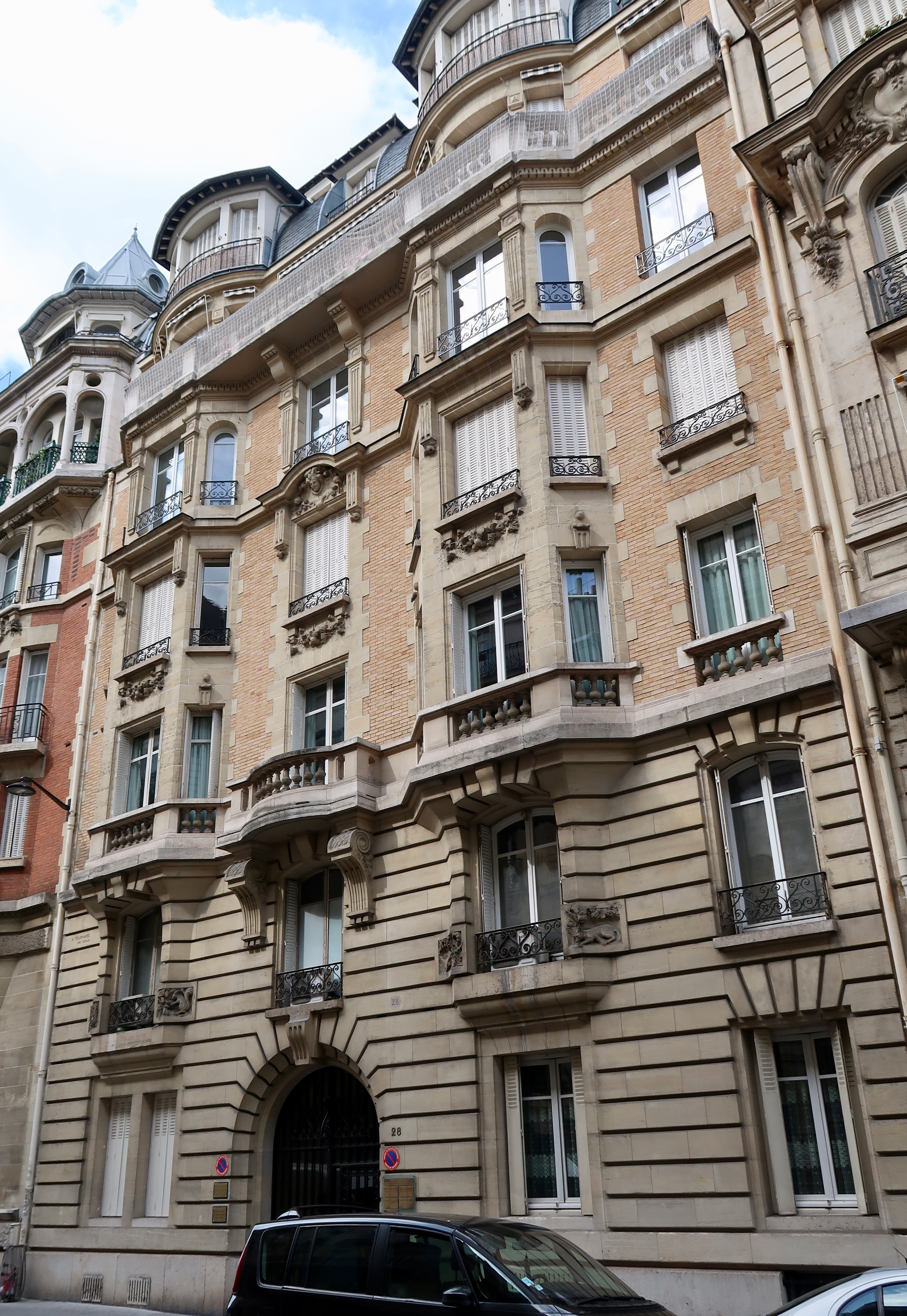
Mission permanente de la Slovaquie auprès de l'OCDE
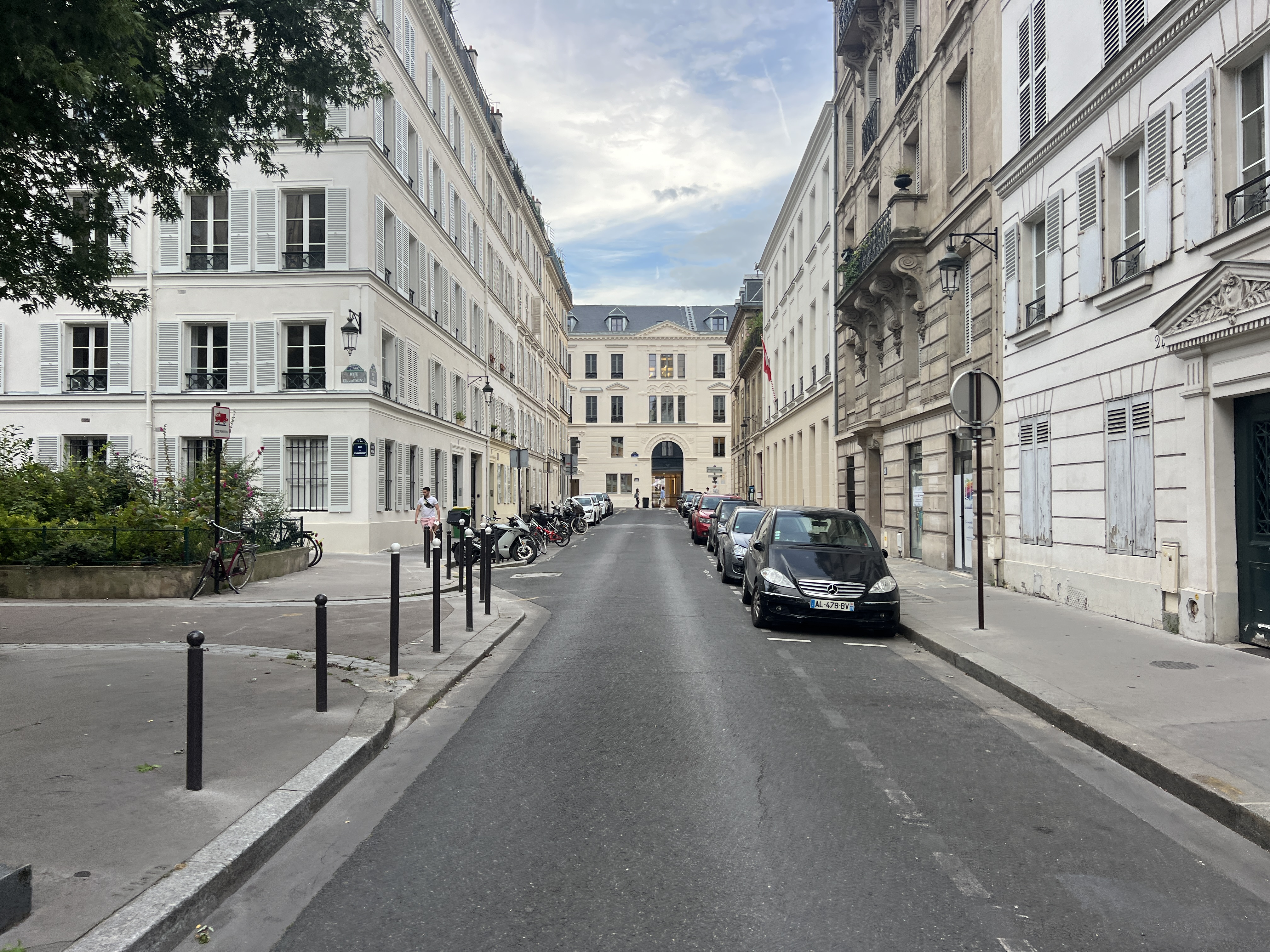
Mission permanente de la Suisse auprès de l'OCDE
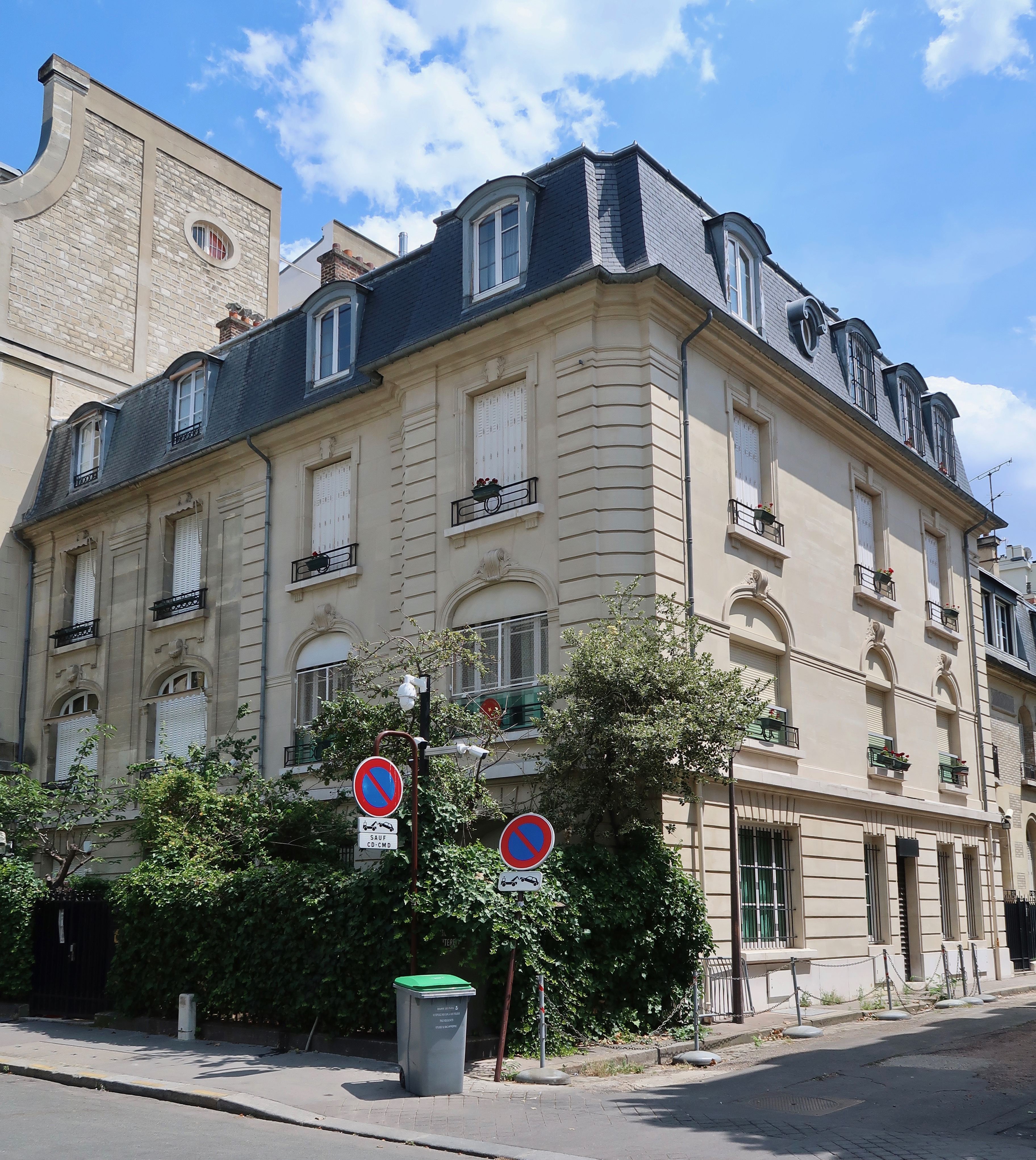
Mission permanente de la Turquie auprès de l'OCDE